# Thái Bình hoàn vũ ký
Thái Bình hoàn vũ ký (tiếng Trung: 太平寰宇記), hoặc "Địa lý phổ quát niên hiệu Thái Bình [976–983]," là chuyên khảo địa lý do học giả Nhạc Sử biên soạn dưới thời vua Tống Thái Tông nhà Bắc Tống. Toàn sách gồm 200 quyển, có chứa những mục từ viết về hầu hết các khu vực của Trung Quốc vào thời điểm xuất bản, hoàn chỉnh với địa danh và từ nguyên của chúng. Tác phẩm này nói chung tuân theo hệ thống phân định địa lý và hành chính thời Đường, chia Trung Quốc thành 13 "đạo" (tiếng Trung: 道; bính âm: dào), sau đó chia nhỏ hơn nữa thành các "châu" (tiếng Trung: 州; bính âm: zhōu) và "huyện" (giản thể: 县; phồn thể: 縣; bính âm: xiàn) mang tính truyền thống hơn. Bởi vì phần lớn dựa trên các tác phẩm đời Đường, nên nó tạo thành một nguồn dữ liệu quan trọng cho việc nghiên cứu địa lý thời kỳ này.
Thái Bình hoàn vũ ký thường ghi chép lại dân số tại các địa điểm, địa danh đáng chú ý và cấu trúc tôn giáo hoặc nghi lễ, phong tục tập quán và thông tin lịch sử cơ bản, đôi khi thêm thắt các chi tiết không có trong Sử ký của Tư Mã Thiên. Nó cũng đặt ra xu hướng bao gồm tiểu sử, trích dẫn văn học và nguồn tài liệu khác trong các tác phẩm địa lý của Trung Quốc.